# Courias
Courias és una parròquia del conceyu asturià de Pravia. Allotja una població de 208 habitants en 184 habitatges. Ocupa una extensió de 10,75 km². Aquesta parròquia està situada a 7 km de la capital del concejo. El seu temple parroquial està dedicat a Sant Miquel, i se celebra la romeria de Sant Adrià de Courias. Disposa, a més a més, d'un monestir, el Monestir de San Miguel.

## Barri
- Courias
- Las Campas
- Lluerces
- Palla
- Repolles
- Veigañán
- Villanueva